# Bømlo
Bømlo es un municipio de la provincia de Vestland, Noruega. Tiene una población estimada, a mediados de 2024, de 12 301 habitantes.
Su centro administrativo es la localidad de Svortland. Otras localidades del municipio son Mosterhamn, Rubbestadneset, Lykling y Langevåg. La población se concentra en la isla de Bømlo.

## Evolución administrativa
El municipio ha sufrido diversos cambios a lo largo del tiempo:
| Año  | Cambio territorial                                                                                          | Población | Variación |
| ---- | --- | --------- | --------- |
| 1916 | Fundación tras disolución del municipio de Finnås                                                           | 1217      |           |
| 1963 | Los municipios de Bremnes y Moster se fusionan con Bømlo                                                    | 8126      | + 6663    |
| 1970 | Una pequeña zona de la bahía de Valvatnavågen (isla de Stord) se fusiona con Bømlo                          |           |           |
| 1995 | Las islas de Aga, Agasystra, Gisøya, Vikøya, Selsøy, Risøya y sus numerosos islotes pasan de Fitjar a Bømlo |           | + 225     |

## Etimología
El municipio recibe el nombre de la principal isla de Bømlo (en nórdico antiguo, Bymbil). Su significado es desconocido. Hasta 1918 el nombre se escribía Bømmel.

## Transportes
Un extenso sistema de túneles y puentes conecta Bømlo con la principal isla vecina de Stord llamado Trekantsambandet (literalmente «enlace triangular» en español). Algunas estructuras que componen la ruta son el túnel Bømlafjord, el puente Bømla y el puente Stord. Otra ruta importante es la carretera estatal 542.

## Geografía
El municipio abarca cerca de 900 islas, islotes y roqueríos, la mayoría deshabitados. La isla más grande es Bømlo, seguida por Moster, Otterøya, Spissøy, Goddo y Espevær. Al norte está el fiordo de Hardanger, al sur el Selbjørnsfjorden y al oeste el Stokksundet. El Innværfjorden finaliza al llegar al poblado de Rubbestadneset. La isla de Stord está al este.

## Gobierno
El municipio se encarga de la educación primaria, asistencia sanitaria, atención a la tercera edad, desempleo, servicios sociales, desarrollo económico, y mantenimiento de caminos locales.

### Concejo municipal
El concejo municipal (Kommunestyre) tiene 27 representantes que son elegidos cada 4 años y estos eligen a un alcalde.